# نام من شبانا
نام من شبانا (به هندی: Naam Shabana) فیلمی است محصول سال ۲۰۱۷ و به کارگردانی شیوام نایر است. در این فیلم بازیگرانی همچون آکشی کومار، تاپسی پانو، انوپم کهیر، پریتویراج سوکوماران، مانوج باجپایی، دنی دنزونگپا، مادهوریما تولی، ذاکر حسین، الی آورام ایفای نقش کرده‌اند.